# Santuario di Santa Maria della Grotta
Il santuario di Santa Maria della Grotta sorge nel territorio comunale di Modugno, a tre chilometri dal centro abitato, sulla strada provinciale per il quartiere barese di Carbonara, sul ciglio della lama Lamasinata.
Caratteristico è il viale fiorito che conduce al santuario. Dalle terrazze del santuario si domina una bella fetta di territorio dove si possono vedere cipressi, salici ed eucalipti; alle spalle del santuario sorge una pineta.
Molto particolare è il campanile che ha una base molto possente, che ricorda quasi una torre a scopo militare, sulla quale si erge un torrino con merlature e colonnine in netto contrasto con la parte sottostante.

## Le origini
Non si conosce con precisione la data dell'insediamento religioso, ma le sue origini sono molto antiche: nell'VIII secolo era una chiesa rupestre, chiamata Santa Maria in Gryptam, dove trovarono rifugio i monaci basiliani che sfuggivano alle repressioni iconoclastiche. Nella stessa area sono stati trovati altri insediamenti ipogei. Sembra che su questo insediamento sia sorta nell'XI secolo un'abbazia benedettina, l'unica in territorio modugnese che seguì la regola dettata da San Benedetto da Norcia.
La prima notizia documentata che testimonia dell'esistenza dell'insediamento di Benedettini a Modugno risale al 1071 quando (nominato come monastero dedicato a Sant'Arcangelo) viene inserito fra i monasteri dipendenti dal Convento di Bari.
Grazie alla sua posizione, nel Medioevo è stata meta di pellegrinaggi e punto di transito per Crociati che si dirigevano verso la Terrasanta o facevano ritorno da essa.

## Eremo di San Corrado
Dal 1139 l'abbazia ospitò fino alla sua morte nel 1155, San Corrado di Baviera. Il santo, cresciuto nell'abbazia di Chiaravalle dove operava il celebre San Bernardo, decise di partire per la Palestina durante la prima crociata. Di ritorno in Puglia, decise di rimanere nell'abbazia della Madonna della Grotta dove si ritirò in preghiera conducendo una vita da anacoreta. 
Nel 1313 Roberto d'Angiò soppresse il convento per motivi politici. Il vescovo di Ariano chiese e ottenne il trasferimento dei monaci benedettini nel convento di Mazzocca, vicino Foiano di Val Fortore, nell'Appennino campano. Approfittando dello stato di abbandono, i molfettesi che avevano una profonda devozione per il santo iniziata col suo rientro dalla Terrasanta, prelevarono il corpo di San Corrado per trasferirlo nella propria città. Ancora oggi, alcuni molfettesi si recano in pellegrinaggio nei luoghi dove visse e morì il loro santo patrono.

## Il declino
Il culto spirituale dell'abbazia doveva essere mantenuto dai sacerdoti (talvolta i priori della Basilica di San Nicola, in altri casi gli arcipreti di Modugno) che ne acquisivano il beneficio ecclesiastico. 
Nel 1538 il Capitolo di Modugno scrisse una lettera alla regina Bona Sforza denunciando che, nei periodi in cui l'ex abbazia della Madonna della Grotta era sotto il beneficio di sacerdoti non modugnesi, il culto religioso non veniva curato, e chiedendo che il beneficio della stessa venisse affidata al Capitolo. Pare che questa richiesta sia stata accolta dalla regina, che in più occasioni si è dimostrata benevola verso la popolazione modugnese.
Tuttavia, quando la struttura dell'ex monastero divenne proprietà privata, il culto venne progressivamente abbandonato. Ancora per qualche tempo, gli arcipreti di Modugno continuarono a conservare il titolo di abate, ma col tempo cadde in disuso.
Dal 1718 al 1851 vi si stabilirono i Gesuiti, sempre dediti al culto mariano. In quell'anno, il re Ferdinando II di Borbone diede i beni relativi al convento al seminario di Teramo.
Il 25 aprile 1854, l'intero complesso fu rilevato dal canonico modugnese Luigi Loiacono che modificò profondamente la struttura della chiesetta preesistente e costruì la villa soprastante con torrione e coronamento merlato a uso della sua famiglia. L'aspetto di questa costruzione ricorda un palazzo tardorinascimentale caratteristico del centro cittadino modugnese.
Successivamente la costruzione e il podere annesso divenne proprietà della famiglia Amari-Cusa.

## Il recupero del santuario e i restauri
Nel XX secolo l'insediamento fu abbandonato al degrado. Nel 1964 il complesso venne acquistato dal modugnese residente a Bari, Giovanni Schiralli. Nel 1974 i Padri Rogazionisti diedero il via a una serie di restauri che hanno riportato il santuario all'antico culto di Maria. I restauri hanno riportato alla luce l'antica grotta dedicata alla Madonna e lo speco dove visse e morì il cistercense San Corrado di Baviera, dopo il suo ritorno dalla Terrasanta. Sono state riportate alla luce anche parti di un mosaico che ricopriva il pavimento e due tombe. Sono stati scoperti anche tre affreschi eseguiti sulla roccia con stile bizantino e risalenti al XII-XIV secolo: uno raffigura il volto del Cristo, il secondo il Compianto sul Cristo morto e il terzo un altro volto, forse di Cristo. Interessante è il ritrovamento di una statuetta in pietra calcarea, eseguita da un anonimo nel XVI secolo, che rappresenta una Pietà simile a quella michelangiolesca.